# Piero Alamanni

Stemma Alamanni

Piero Alamanni (Firenze, 1434 – 1519) è stato un politico e ambasciatore italiano, padre di Luigi Alamanni.

## Biografia
Appartenente alla famiglia Alamanni, fu un collaboratore di Lorenzo de' Medici, ottenendo il podestato a Pistoia nel 1478, poi di San Gimignano (1482) e la carica di capitano del Popolo a Pisa nel 1485.
Fu anche ambasciatore di Firenze a Milano presso Francesco Sforza, alla cui corte ricevette particolari onori, come il titolo di senatore e poi, da Gian Galeazzo Maria Sforza, quello di cavaliere e il diritto di poter apporre una colomba con raggi dorati sul proprio stemma. In seguito sorvegliò Ludovico il Moro, soprattutto nel delicatissimo momento della calata di Carlo VIII di Francia. 
La tradizionale neutralità della sua famiglia gli permise di restare un uomo di fiducia del governo fiorentino anche dopo la cacciata di Piero il Fatuo, ricevendo incarichi da Pier Soderini.
Nella sua lunga vita, ben ottantacinque anni, si sposò quattro volte (la seconda con Nanna Capponi) ed ebbe numerosi figli, tra cui spiccano il poeta Luigi, l'ambasciatore Ludovico, l'ecclesiastico Baccaccino.